# Народная словесность
Народная словесность (также устная словесность, устная литература) — устное словесное творчество. Обычно противопоставляется письменной литературе и рассматривается как творчество широких народных масс, часть фольклора. Народная словесность включает как народную поэзию, так и другие речевые формы, в том числе обряды, обычаи, разговорную речь.

## Терминология
Термин «словесность» предполагает в основном устный характер произведений, хотя в народную словесность входит и небольшое количество письменных литературных памятников, которые тем самым являются и частью литературной традиции в её обыденном понимании. Прилагательное «народная» определяет творчество демоса (а не узкого культурного слоя), хотя при погружении вглубь веков устная словесность оказывается общей для простонародья и элит (например, в России такая ситуация была характерна для допетровского времени).
У. Онг указывает на внутренние противоречия «чудовищного» термина «устная литература»: «литература» подразумевает письмо, так как лат. literatura происходит от лат.  litera, «буква».

## Особенности
Современному человеку трудно понять чисто устную культуру, в которой невозможно сказать «я сейчас найду ответ», так как искать негде — слова и речь можно только вспомнить. Ритм помогает этому процессу, потому отрывки устной речи, предназначенной для запоминания, обычно ритмичны, даже если это не поэзия: «Если солнце красно с вечера, моряку бояться нечего. Если красно поутру, моряку не по нутру». Чем сложнее устная речь, тем чаще в ней используются стандартные обороты (например, в обществах, не знающих письменности, даже законы часто сводятся к набору пословиц).
Онг приводит следующие дополнительные отличия устной словесности:
- аддитивность вместо иерархической подчинённости (ср. библейское Быт. 1:3—10, «И сказал Бог: да будет свет. И стал свет.» и так далее — повторение союза «и» выдаёт происхождение текста из устного произведения)[5];
- обилие эпитетов, с которыми слова легче запоминаются: в устной словесности солдат «храбрый», а принцесса «прекрасная»[6];
- повторы облегчают как задачу говорящего (сохраняя внимание на том, что только что было сказано) и слушателя (пропущенные слова можно услышать снова). В письменной речи мозг всегда может вернуться к только что написанному или прочтённому (англ. backloop), сам процесс письма медленнее и позволяет удалять повторы[7];
- традиционализм. Сохранение произведений народной словесности требует от хранителя минимальных изменений содержания[8];
- близость к повседневной жизни, минимальная абстракция: сухое перечисление имён вождей трудно запомнить, потому при описании кораблей в «Илиаде» имена правителей и названия их владений приводятся в контексте их действий (на 400 строках)[9];
- нацеленность на борьбу. Пословицы, поговорки и дразнилки используются для словесной перепалки[10];
- эмоциональная вовлечённость. Письменность позволяет пишущему отделиться от описываемого[11];
- жизнь в настоящем. Например, письменность позволяет иметь исторические записи, в то время как устная история непрерывно меняется[12].

## Творчество
Как и любая устная традиция, произведения народной словесности подвергаются переработке при передаче. Тем не менее, исследователи не считают народную словесность коллективным творчеством всего народа - произведения создаются и передаются группами людей, которые занимаются этим как профессией или для удовольствия, при этом каждый сказитель или сказочник совмещает роли творца и исполнителя, совмещая творческую деятельность с продолжением поэтической традиции. Роль традиции в словесности выше, чем в письменной литературе, так как прохождение произведения через поколения в относительно неизменённом виде возможно лишь при ограничении инициативы конкретного исполнителя жёсткими рамками конкретного жанра (сказка, былина, лирическая песня, похоронный или свадебный причёт, духовный стих, заговор).
Узкоспециализированные произведения создавались и  передавались специальными людьми: похоронные и свадебные причитания исполнялись «плакальщицами» и «причитальщицами», знахари тщательно оберегали свои заговоры, духовные стихи читали перехожие калики, даже роль свадебного дружки часто возлагалась на подготовленного человека.
В Древней Руси создателями народной словесности, по-видимому, были скоморохи и бахари (последние, по мнению И. Е. Забелина, присутствовали почти в каждом зажиточном доме, есть многочисленные сведения о сказочниках при царском дворе в XVI и XVII веках). В. Н. Татищев упоминает о былинах, которые он слышал в исполнении скоморохов в первой половине XVIII века.

## Изучение
Изучение народной словесности — очень древнее занятие. Уже Книга Екклезиаста упоминает, что Екклезиаст старался «приискивать изящные изречения» (Екк. 12:10).
В Новое время интерес к устному прошлому возник в эпоху романтизма во второй половине XVIII века, когда во многих странах учёные начали активно записывать народные высказывания (до этого в западной традиции высказывания черпались в основном из письменных источников). Эти ранние лингвисты не различали устный и письменный языки и считали письмо просто записью устной речи.
В 2009 году Кембриджский университет создал World Oral Literature Project (с 2011 года проект размещается также и Йельском университете). К этому времени носители многочисленных исчезающих и плохо документированных языков начали использовать интернет для хранения устной традиции, проект был создан с целью предоставить место её для сбора и сохранения .

### Гомеровский вопрос
Поэмы Гомера изучаются уже около двух тысяч лет, и отличие Илиады и Одиссеи от другой древнегреческой поэзии было подмечено уже в античности. Многие исследователи от Флавия до Руссо) предположили, что современники Гомера не знали письменности и поэмы являются примером устной словесности. Современный взгляд был предложен М. Пэрри и популяризован его сыном А. Пэрри (англ. Adam Parry) и сводится к тому, что отличительные черты поэзии Гомера в основном вызваны соображениями экономии, свойственными народной словесности.